# クラークスビル (インディアナ州)
クラークスビル（英: Clarksville）は、アメリカ合衆国インディアナ州南東部のクラーク郡にある町である。オハイオ川に沿ってあり、ケンタッキー州に跨るルイビル大都市圏に属している。2010年国勢調査による人口は21,724 人だった。クラークスビルは1783年に初期住民のジョージ・ロジャース・クラークによって設立された。ここはオハイオ川の全体では唯一季節による早瀬ができるところであり、北西部領土では最古のアメリカ人による町となった。町内には世界最大級の時計であるコルゲイト・クロックがあり、またフォールズ・オブ・ジ・オハイオ州立公園には世界最大のデボン紀化石露出層がある。

## 歴史
クラークスビルの町となった場所は、アメリカ独立戦争のときにジョージ・ロジャース・クラークが作戦の基地として最初に使った所だった。1778年、オハイオ滝の上流にある島に基地を設立し、そこから西部の防衛のために175名の連隊を訓練した。戦後、クラークは独立戦争での功績に対して15万エーカー (610 km2) の土地を払い下げられた。1783年、その中からクラークスビルの町の開発のために1.000エーカー (4 km2) の土地が取っておかれた。同年、防御柵が築かれ、入植が始まった。
探検家のウィリアム・クラークはジョージ・ロジャース・クラークの弟だった。著名な歴史家のスティーヴン・アンブローズは、メリウェザー・ルイスとウィリアム・クラークについて著書『Undaunted Courage』（挫けない勇気）の中で、「彼らがクラークスビルで握手したとき、ルイスとクラークの遠征が始まった」と記している。滝の近くにある2人の彫像はその遠征を記念するものである。クラークスビル以外にもルイス・クラーク探検隊の出発点を主張する場所が幾つかあり、中でも有名なのがミズーリ州セントルイスである。
19世紀に何度もあった洪水のために、またインディアナ運河会社がオハイオ滝周辺の運河建設競走に敗れたために、町は苦闘することになった。1805年8月24日、インディアナ準州議会が、オハイオ滝のクラークスビル周辺に運河を建設することを承認した。最初の工事は失敗し、投資家達は金を失った。歴史家達はそれがアーロン・バーの陰謀のために使われたと考えている。開発業者達は1817年、さらに1820年にも再度運河の建設を試みた。しかし1826年、連邦政府はルイビル・アンド・ポートランド運河の建設のために大きな払下げを与えたときに、運河建設競走は失敗した。オハイオ滝があるためにオハイオ川を使った輸送が難しかったので、運河が無いということは、クラークスビルの成長にとってハンディキャップだった。
クラークスビルはケンタッキー州民にとって決闘を行うことが多い場所となった。ケンタッキー州は決闘が禁じられており、その法を避けるためにケンタッキー州民が州境のこちら側に来ていた。最も有名な決闘は1909年、ヘンリー・クレイとハンフリー・マーシャルの間の決闘であり、二人ともに軽傷で終わった。クラークスビルの境界内に2つ目の町を建設する試みがあり、その名前もオハイオフォールズシティとされていたが、インディアナ州最高裁判所がその動きは違法であると裁定した。

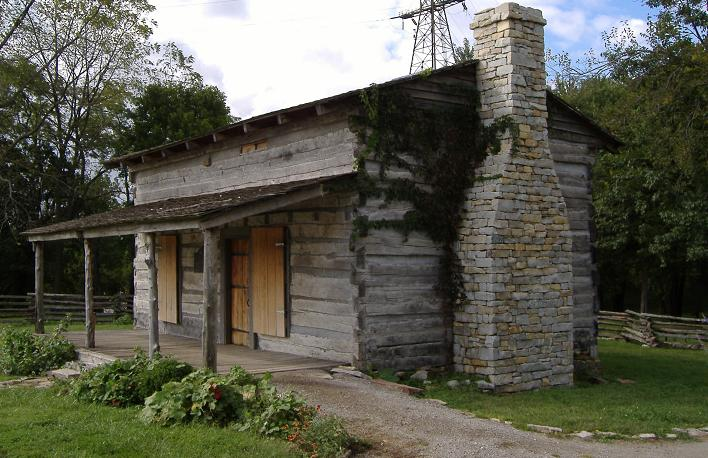
ジョージ・ロジャース・クラークの小屋、オハイオ川に沿ってある

クラークスビルの町はバージニア州からのチャーターに沿って10人の理事による信託理事会によって運営されていた。理事会は道路に沿って区画を配置し、町の益とするためにそれを売って利益を出すことが認められた。理事は必要に応じて代替人を選出でき、町の中に住む必要は無かった。このことについては住民の間に議論が残ったが、1889年、信託理事会が集会を止め、3人の理事会に置き換えられた。1人の理事はフロイド郡委員会によって選ばれ、1人の理事はクラーク郡委員会によって、最後の1人はクラークスビルの町民によって選ばれた。1889年から1937年、町は5人の理事による信託理事会を設立し、全ての理事が町民から選ばれるようにした。この政府形態の変更に関連する歴史的な記録は、1937年オハイオ川洪水によって失われた。
1937年に大洪水は町を大きく破壊した。1月から2月に町全体が水深12フィート (3.7 m) の下に沈み、場所によっては3週間以上も続いた。古い町の大半が破壊されたので、クラークスビルは新しい近代都市計画の下に再建された。
第二次世界大戦後の住宅ブームと新しい職が生まれたことで、クラークスビルは成長した。人口は1940年の2,400人から2000年には22,000人まで成長した。何度かそこそこの大きさがある郊外部を併合することで、北に向かって拡大された。1981年までに、インディアナ州が州法を改定して、信託理事会を委員で構成される町政委員会に変換した。地域が成長した後の1990年、有権者が町政委員会の委員数を5人から7人に変更する案を承認した。クラークスビルは現在南インディアナ州のショッピング中心地であり、ルイス・アンド・クラーク・パークウェイとベテランズ・パークウェイを中心とするハブ地区ができている。

## 地理
クラークスビルは北緯38度18分43秒 西経85度46分2秒 / 北緯38.31194度 西経85.76722度 (38.311885, -85.767265)に位置している。
アメリカ合衆国国勢調査局に拠れば、町域全面積は10.17平方マイル (26.34 km2)であり、このうち陸地9.97平方マイル (25.82 km2)、水域は0.2平方マイル (0.52 km2)で水域率は1.97%である。

## 交通
クラークスビルを含むルイビル都市圏の玄関口となる商業空港は、ルイビルのダウンタウンから南へ約7.5kmに立地するルイビル・モハメド・アリ国際空港（旧称: ルイビル国際空港、IATA: SDF）である。この空港には全米（太平洋岸北西部を除く）30空港以上からの直行便が発着している。加えて、同空港はユナイテッド・パーセル・サービス（UPS）社内で「ワールドポート」と呼ばれる、同社最大のハブを有しており、世界でも有数の貨物取扱量を誇る。
州間高速道路I-65は町の東側、ジェファーソンビルとの市町境を南北に通っている。I-65は南北の幹線の1つで、北へはインディアナポリスやシカゴ都市圏方面へ、また南へはルイビルのダウンタウンを通ってナッシュビルやアラバマ州方面へと通じている。ルイビルのダウンタウン北東端では、I-65はI-64およびI-71と交わる。また、I-65の支線で、ルイビルの二重環状線のうち外側のものであるI-265は、町北部を東西に通っている。
ルイビルの公共交通機関であるリバー・シティ交通局（Transit Authority of River City、TARC）の路線バス網は28系統を有しているが、そのうちの1系統、#72はクラークスビルをカバーしている。同系統はルイビルのダウンタウンからオハイオ川を渡って、クラークスビルの町域を縦断するルートになっている。

## 人口動態

### 2010年国勢調査
以下は2010年の国勢調査による人口統計データである。
| 基礎データ - 人口: 21,724 人 - 世帯数: 9,175 世帯 - 家族数: 5,464 家族 - 人口密度: 841.3人/km2（2,178.9人/mi2） - 住居数: 9,839 軒 - 住居密度: 381.0軒/km2（986.9軒/mi2） 人種別人口構成 - 白人: 85.1% - アフリカン・アメリカン: 5.6% - ネイティブ・アメリカン: 0.3% - アジア人: 0.7% - その他の人種: 5.7% - 混血: 2.5% - ヒスパニック・ラテン系: 9.5% | 年齢別人口構成 - 18歳未満: 22.9% - 18-24歳: 9.5% - 25-44歳: 27.5% - 45-64歳: 24.8% - 65歳以上: 15.2% - 年齢の中央値: 37歳 - 性比（女性100人あたり男性の人口） - 総人口: 92.3 世帯と家族（対世帯数） - 18歳未満の子供がいる: 29.9% - 結婚・同居している夫婦: 39.0% - 未婚・離婚・死別女性が世帯主: 14.5% - 非家族世帯: 40.4% - 単身世帯: 33.8% - 65歳以上の老人1人暮らし: 13.9% - 平均構成人数 - 世帯: 2.34人 - 家族: 2.98人 |

### 2000年国勢調査
以下は2000年の国勢調査による人口統計データである。
| 基礎データ - 人口: 21,400 人 - 世帯数: 8,984 世帯 - 家族数: 5,561 家族 - 人口密度: 818.9人/km2（2,120.6 人/mi2） - 住居数: 9,537 軒 - 住居密度: 364.9軒/km2（945.1 軒/mi2） 人種別人口構成 - 白人: 90.56% - アフリカン・アメリカン: 5.59% - ネイティブ・アメリカン: 0.27% - アジア人: 0.93% - 太平洋諸島系: 0.03% - その他の人種: 1.08% - 混血: 1.53% - ヒスパニック・ラテン系: 2.80% | 年齢別人口構成 - 18歳未満: 23.1% - 18-24歳: 9.9% - 25-44歳: 29.8% - 45-64歳: 22.0% - 65歳以上: 15.2% - 年齢の中央値: 36歳 - 性比（女性100人あたり男性の人口） - 総人口: 91.1 - 18歳以上: 87.8 世帯と家族（対世帯数） - 18歳未満の子供がいる: 28.4% - 結婚・同居している夫婦: 44.4% - 未婚・離婚・死別女性が世帯主: 13.3% - 非家族世帯: 38.1% - 単身世帯: 31.6% - 65歳以上の老人1人暮らし: 13.2% - 平均構成人数 - 世帯: 2.32人 - 家族: 2.92人 | 収入と家計 - 収入の中央値 - 世帯: 35,473米ドル - 家族: 44,688米ドル - 性別 - 男性: 30,860米ドル - 女性: 23,329米ドル - 人口1人あたり収入: 20,315米ドル - 貧困線以下 - 対人口: 8.1% - 対家族数: 5.6% - 18歳未満: 10.5% - 65歳以上: 6.7% |

## 名所

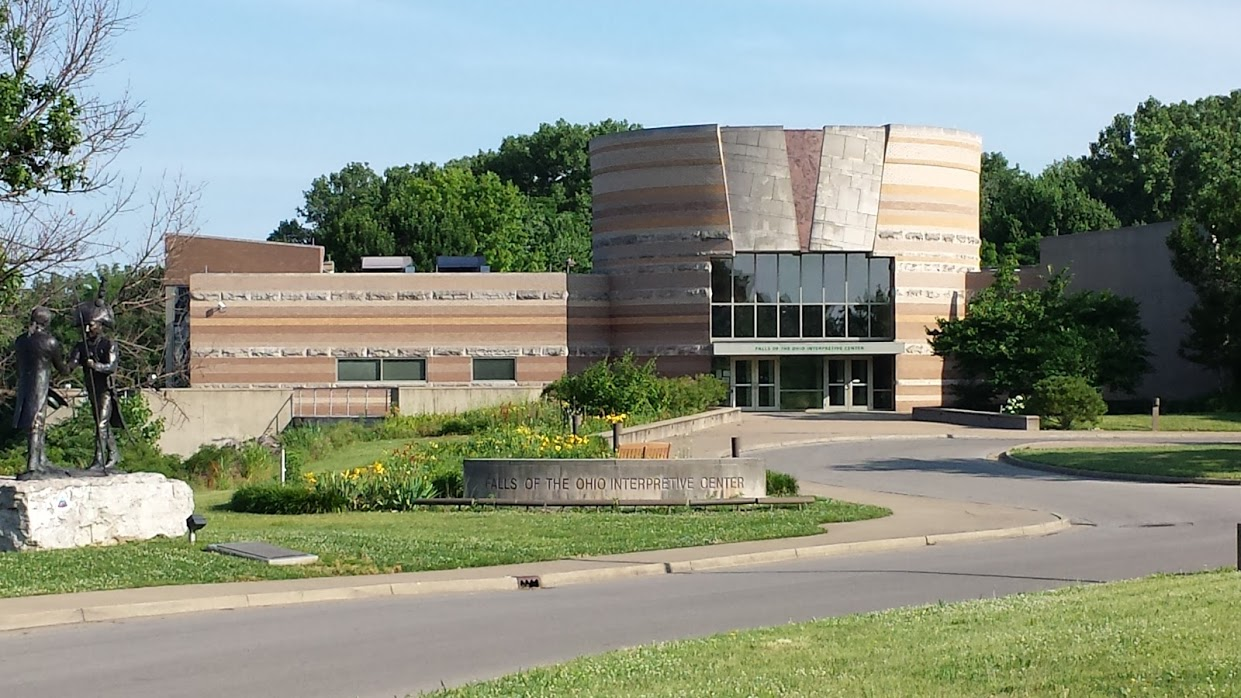
オハイオ滝観光案内所、オハイオ川化石層に隣接してある

クラークスビルには世界最大のデボン紀化石露出層がある。この場所はフォールズ・オブ・ジ・オハイオ州立公園に取り込まれており、州が教育センターを建設した。化石の中には3億8,600万年前のサンゴ礁に含まれる植物と海洋生物が見られる。
他に幾つかスポーツ会場を含む土地の公園がある。例えば332エーカー (1.3 km2)のラッピング公園にはゴルフコース、ソフトボール場、退避家屋、円形劇場、ハイキング道がある。
市内には「世界第7位の大きさの時計」がある。オハイオ川に近い元コルゲイト・パルモライブ・プラントにある。地元民の多くが今でも「世界第2位の時計」と言っているが、時間の経過と共に順位が落ちてきた。コルゲイト社が2008年初期にその工場を閉鎖し、この時計の今後の在り方が疑問とされている。町はこの時計を現在の場所で維持すると明言している。ケンタッキー州ルイビル市の中心街から川の対岸に見ることができる。
クラークスビル小劇場はアメリカ合衆国でも最古クラスの現在でも連続して運営されているコミュニティ劇場である。ここにはダービー・ディナー・プレイハウスもある。地域では唯一のディナー劇場である。

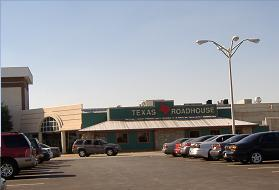
グリーンツリー・モールのテキサスロードハウス一号店

レストランチェーン店のテキサスロードハウスはここが発祥の地であり、グリーンツリー・モールの最初に開店した場所で営業を続けている。リバーフォールズ・モールには、国内で2番目に大きいバス・プロ・ショップスの店舗がある。

## 著名な出身者
- ジョン・ジェームズ・オーデュボン、画家、鳥類研究家、クラークスビルでかなりの時間を過ごし、フォールズ・オブ・ジ・オハイオで野鳥のスケッチの多くを作成した[6]
- トニー・ベネット、歌手、元インディアナ州教育支配人

## 姉妹都市
クラークスビルの姉妹都市プログラムは1998年に始まった。イギリスのビュードリーとメルトンモウブリーが1998年と1999年に友好関係を始めた最初の対象都市であり、現在も関係が続いている。近年、フランスのパリ都市圏にあるラ・ガレンヌ＝コロンブが姉妹都市に加わった。
- イギリス, ビュードリー
- イギリス, メルトンモウブリー
- フランス, ラ・ガレンヌ＝コロンブ（パリ都市圏）

## ギャラリー

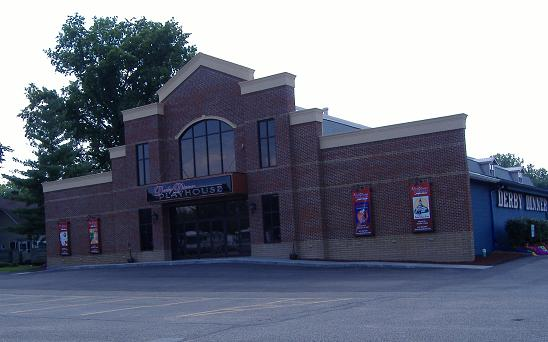
ダービー・ディナー・プレイハウス
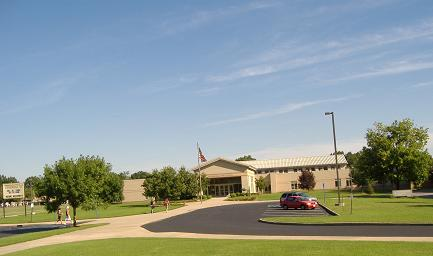
クラークスビル高校
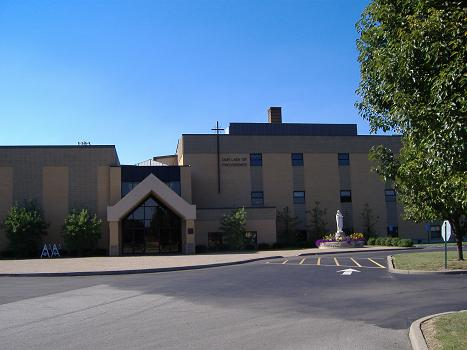
プロビデンス高校
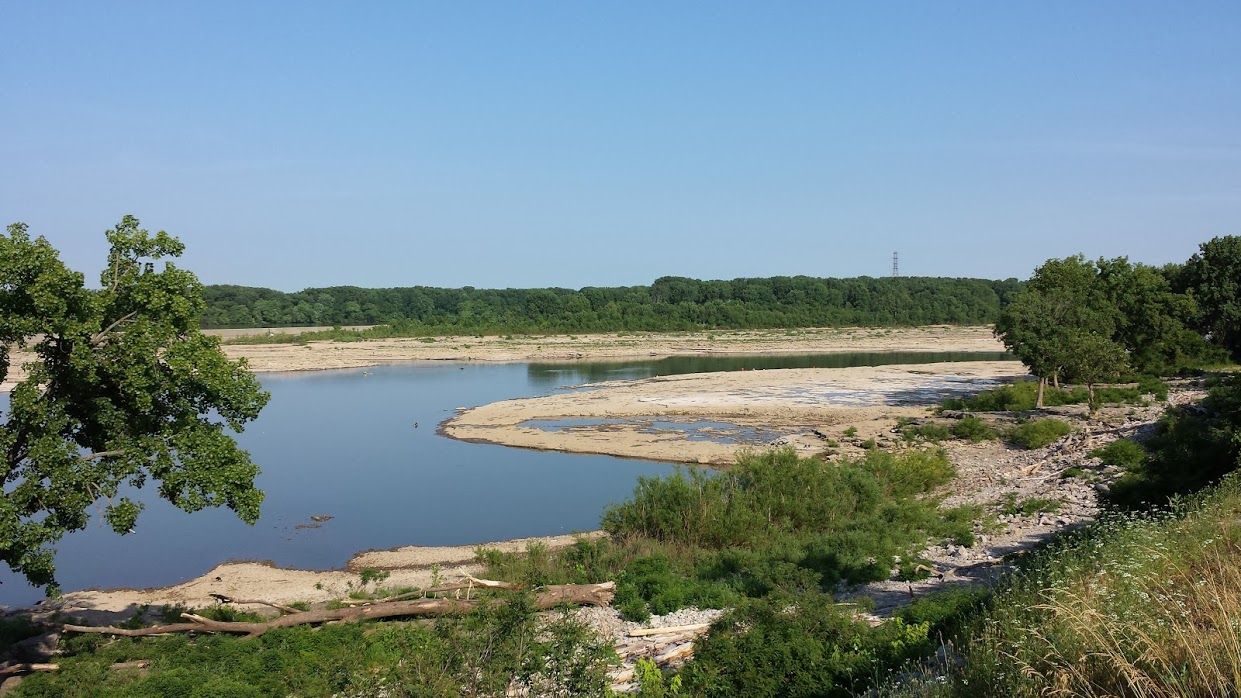
世界最大のデボン紀化石露出床、フォールズ・オブ・ジ・オハイオ州立公園